# Endurance Ridge
Endurance Ridge – grzbiet śródoceaniczny na Oceanie Południowym, położony na południowy wschód od wyspy Coronation. Jego nazwa pochodzi od nazwy statku Endurance, który uczestniczył w brytyjskiej Imperialnej Wyprawie Transantarktycznej pod przewodnictwem Ernesta Shackletona i podczas niej zatonął.